# Étkezési rostok
Az étkezési rostok olyan növényi eredetű szénhidrátok, amelyeket az emberi szervezet nem képes megemészteni, ezért eljutnak a vastagbélbe. Többféle jótékony hatásuk is van: hatékonyabbá teszik a víz megkötését, az elfogyasztott ételek felszívódását, a bélműködést, az emésztést. Felszívják az epesav sóit és a koleszterint, megkötik az emésztéskor termelődő gázok egy részét. A rosthiányos táplálkozás rövidtávon székrekedést, hosszútávon elhízást, cukorbetegséget vagy akár vastagbélrákot is okozhat.

## A rostok fajtái

### Vízben oldódó rostok
A vízben oldódó rostok közé tartozik pl. a pektin, gumiarábikum, zab, inulin, oligofruktóz. Mivel zselésítő (gélképző) tulajdonsággal rendelkeznek, a víz mellett egyéb táplálékokat is megkötnek, lassítják és egyben hatékonyabbá teszik az emésztést. Az ételek egy része ezért könnyebben juthat el a bélrendszer megfelelő helyére. Csökkentik a koleszterinszintet, illetve a vércukorszint hirtelen megugrását az étkezéseket követően.
Jótékonyan hatnak a zsír- és szénhidrát-anyagcserére és közvetve a bélfalak nyálkahártyáira.
Fertőzések, hasmenés esetén megkötik a baktériumok termelte méreganyagokat is, ezért elősegítik a gyorsabb gyógyulást.

### Vízben nem oldódó rostok
A vízben nem oldódó rostok közé tartozik pl. a cellulóz, szója-poliszacharid, egyes keményítők. A vizet ezek is megkötik, de mivel nem oldódnak fel benne, felduzzadnak, és segítenek a vastagbél adott szakaszának teljes kitöltésében, ezáltal a béltartalom hatékonyabb továbbjutásában, végső soron a gyakoribb és könnyebb székelésben is. Az étkezések után a megduzzadó rostanyag könnyen eltölti a beleket, jóllakottság-érzést nyújt, miközben a megevett tápanyag egy része emésztetlenül fog távozni. Mindezek következtében hatékonyan csökken az elhízás veszélye.

## Rostokban gazdag élelmiszerek
- gabonakorpa (főleg búzakorpa), gabonapelyhek
- az ezekből készült ételek (müzli, hamlet, abonett, korpás kenyér stb.)
- száraz hüvelyesek (bab, lencse stb.)
- olajos magvak (dió, mogyoró, napraforgó, mák stb.)
- egyéb magvak (len, szezám stb.)
- barnarizs
- zöldségek (borsó, kukorica, spenót, zeller stb.)
- gyümölcsök (szilva, szőlő, meggy, alma, barack, eper stb.)

A húsfélék, a tojás és a tejtermékek egyáltalán nem tartalmaznak rostokat, de pl. a kiszitált őrölt gabonák (pl. finomliszt) is csak minimális mértékben.

## Napi rostszükséglet
Magyarországon a felnőttek számára ajánlott átlagos napi rostbevitel: 25-35 gramm (ez kb. egy kilogramm zöldségnek vagy 5-10 dkg korpának felel meg). Az ideális mennyiség függ a környezettől, az életmódtól, az életkortól stb., ez magyarázza, hogy bizonyos országokban vagy egyes élethelyzetekben (pl. fogyókúra kapcsán) más-más mennyiséget ajánlanak.